# 2016년 7월
| 2016년: 1월 · 2월 · 3월 · 4월 · 5월 · 6월 · 7월 · 8월 · 9월 · 10월 · 11월 · 12월 |

| \| 2016년 7월 1일 (금요일) \| \| 편집 \| |  |      |
| 재해와 사고 - 대한민국 중부지방에 시간당 40mm의 폭우가 내려, 연세대학교 중앙도서관이 침수되는 등 곳곳에서 피해가 발생했다. - 방글라데시 다카의 한 음식점에서 테러가 발생하여 최소 20명 이상이 사망하였다. |  |      |
| 2016년 7월 1일 (금요일) |  | 편집 |

| 2016년 7월 1일 (금요일) |  | 편집 |

| \| 2016년 7월 2일 (토요일) \| \| 편집 \|                                                          |  |      |
| 부고 - 엘리 위젤이 87세를 일기로 세상을 떠났다. 홀로코스트 생존자로 1986년 노벨평화상 수상자이다. |  |      |
| 2016년 7월 2일 (토요일)                                                                           |  | 편집 |

| 2016년 7월 2일 (토요일) |  | 편집 |

| \| 2016년 7월 3일 (일요일) \| \| 편집 \|                                        |  |      |
| 재해와 사고 - 이라크 바그다드에서 폭탄 테러가 발생하여 125명 이상이 사망하였다. |  |      |
| 2016년 7월 3일 (일요일)                                                         |  | 편집 |

| 2016년 7월 3일 (일요일) |  | 편집 |

| \| 2016년 7월 4일 (월요일) \| \| 편집 \| |  |      |
|                                          |  |      |
| 2016년 7월 4일 (월요일)                  |  | 편집 |

| 2016년 7월 4일 (월요일) |  | 편집 |

| \| 2016년 7월 5일 (화요일) \| \| 편집 \|                                                                         |  |      |
| 재해 - 울산광역시 동구 동쪽 41km 해역에 규모 5.0의 지진이 발생하여 영남과 호남, 충청 지역까지 진동을 감지하였다. |  |      |
| 2016년 7월 5일 (화요일)                                                                                          |  | 편집 |

| 2016년 7월 5일 (화요일) |  | 편집 |

| \| 2016년 7월 6일 (수요일) \| \| 편집 \| |  |      |
|                                          |  |      |
| 2016년 7월 6일 (수요일)                  |  | 편집 |

| 2016년 7월 6일 (수요일) |  | 편집 |

| \| 2016년 7월 7일 (목요일) \| \| 편집 \| |  |      |
| 정치 - 몽골 대통령에 민주당의 할트마깅 바톨가 후보가 당선되었다. 바톨가는 2017년 6월 26일에 실시된 몽골 대통령 선거에서 38.6%를 득표하였으며, 이번 결선투표에서는 50.6%의 득표율을 기록하였다. 지난 6월 선거에서 과반 득표자가 나오지 않아 치러진 이번 선거는 몽골 역사상 첫 대통령 선거 결선투표였다. |  |      |
| 2016년 7월 7일 (목요일) |  | 편집 |

| 2016년 7월 7일 (목요일) |  | 편집 |

| \| 2016년 7월 8일 (금요일) \| \| 편집 \|                                                                                             |  |      |
| 사고 - 전남 영광군 칠산대교 교량 건설현장에서 거푸집이 무너져 7명이 다쳤다. 군사 - 대한민국 국방부가 THAAD의 한반도 배치를 발표했다. |  |      |
| 2016년 7월 8일 (금요일) |  | 편집 |

| 2016년 7월 8일 (금요일) |  | 편집 |

| \| 2016년 7월 9일 (토요일) \| \| 편집 \| |  |      |
|                                          |  |      |
| 2016년 7월 9일 (토요일)                  |  | 편집 |

| 2016년 7월 9일 (토요일) |  | 편집 |

| \| 2016년 7월 10일 (일요일) \| \| 편집 \|                                                      |  |      |
| 정치와 선거 - 제24회 일본 참의원 의원 통상선거: 일본에서 참의원 선출을 위한 선거가 실시되었다. |  |      |
| 2016년 7월 10일 (일요일)                                                                       |  | 편집 |

| 2016년 7월 10일 (일요일) |  | 편집 |

| \| 2016년 7월 11일 (월요일) \| \| 편집 \| |  |      |
|                                           |  |      |
| 2016년 7월 11일 (월요일)                  |  | 편집 |

| 2016년 7월 11일 (월요일) |  | 편집 |

| \| 2016년 7월 12일 (화요일) \| \| 편집 \|                                                                                         |  |      |
| 국제 - 남중국해의 영토 분쟁과 관련하여 스카버러 암초와 스프래틀리 군도의 모든 섬은 영해의 기준이 될 수 없다는 중재 결정이 나왔다. |  |      |
| 2016년 7월 12일 (화요일) |  | 편집 |

| 2016년 7월 12일 (화요일) |  | 편집 |

| \| 2016년 7월 13일 (수요일) \| \| 편집 \| |  |      |
| 정치 - 영국의 테리사 메이가 총리에 공식 취임하고, 동시에 꾸려진 내각 역시 공식 출범했다. 테리사 메이 총리는 마거렛 대처 이후 두 번째 여성 총리가 되었다. 군사 - THAAD의 한반도 배치 지역이 성주군 성주읍 성산포대로 확정되었다. |  |      |
| 2016년 7월 13일 (수요일) |  | 편집 |

| 2016년 7월 13일 (수요일) |  | 편집 |

| \| 2016년 7월 14일 (목요일) \| \| 편집 \|                                                                                                   |  |      |
| 재해와 사고 - 프랑스 니스 해변가에서 대형 트럭 운전자가 거리의 군중에게 돌진하는 테러를 감행하여 최소 60명이 사망하고 200여명이 부상당했다. |  |      |
| 2016년 7월 14일 (목요일) |  | 편집 |

| 2016년 7월 14일 (목요일) |  | 편집 |

| \| 2016년 7월 15일 (금요일) \| \| 편집 \| |  |      |
|                                           |  |      |
| 2016년 7월 15일 (금요일)                  |  | 편집 |

| 2016년 7월 15일 (금요일) |  | 편집 |

| \| 2016년 7월 16일 (토요일) \| \| 편집 \|                                                       |  |      |
| 정치 - 터키에서 쿠데타가 일어났다. 부고 - 대한민국의 가수 손인호가 89세를 일기로 세상을 떠났다. |  |      |
| 2016년 7월 16일 (토요일)                                                                        |  | 편집 |

| 2016년 7월 16일 (토요일) |  | 편집 |

| \| 2016년 7월 17일 (일요일) \| \| 편집 \|                          |  |      |
| 사고 - 대한민국 영동고속도로 봉평터널에서 5중 추돌사고가 발생했다. |  |      |
| 2016년 7월 17일 (일요일)                                           |  | 편집 |

| 2016년 7월 17일 (일요일) |  | 편집 |

| \| 2016년 7월 18일 (월요일) \| \| 편집 \| |  |      |
| 문화 - 중화인민공화국 후베이성의 선눙자가 유네스코 세계 유산(자연 유산)에 등재되었다. 사고 - 대한민국 서울특별시 홍은동에서 3층짜리 건물 철거 도중, 붕괴사고가 발생하여 1명이 사망하고 1명이 부상을 입었다. |  |      |
| 2016년 7월 18일 (월요일) |  | 편집 |

| 2016년 7월 18일 (월요일) |  | 편집 |

| \| 2016년 7월 19일 (화요일) \| \| 편집 \| |  |      |
| 정치 - 미국 공화당의 2016년 대통령 선거 후보로 도널드 트럼프가 공식 지명되었다. 사고 - 타이완에서 관광버스 화재 사고가 일어나 26명의 탑승자 전원이 사망하였다. |  |      |
| 2016년 7월 19일 (화요일) |  | 편집 |

| 2016년 7월 19일 (화요일) |  | 편집 |

| \| 2016년 7월 20일 (수요일) \| \| 편집 \|                                                                   |  |      |
| 정치 - 튀르키예의 레제프 타이이프 에르도안 대통령이 쿠데타 시도와 관련하여 3개월간의 국가비상사태 선언했다. |  |      |
| 2016년 7월 20일 (수요일)                                                                                    |  | 편집 |

| 2016년 7월 20일 (수요일) |  | 편집 |

| \| 2016년 7월 21일 (목요일) \| \| 편집 \|                                                    |  |      |
| 정치 - 미국의 도널드 트럼프가 공화당의 대통령 선거 후보 지명을 수락하고, 공식 후보가 되었다. |  |      |
| 2016년 7월 21일 (목요일)                                                                     |  | 편집 |

| 2016년 7월 21일 (목요일) |  | 편집 |

| \| 2016년 7월 22일 (금요일) \| \| 편집 \|                                                       |  |      |
| 사고 - 독일 뮌헨의 한 쇼핑몰에서 총기 난사 사건이 발생해 최소 10명이 죽고 21명이 부상을 입었다. |  |      |
| 2016년 7월 22일 (금요일)                                                                        |  | 편집 |

| 2016년 7월 22일 (금요일) |  | 편집 |

| \| 2016년 7월 23일 (토요일) \| \| 편집 \|                                                                |  |      |
| 사고 - 아프가니스탄의 수도 카불에서 폭탄 테러가 발생하여 최소 80명이 사망하고, 230여 명이 부상을 입었다. |  |      |
| 2016년 7월 23일 (토요일)                                                                                 |  | 편집 |

| 2016년 7월 23일 (토요일) |  | 편집 |

| \| 2016년 7월 24일 (일요일) \| \| 편집 \| |  |      |
| 스포츠 - 국제 올림픽 위원회(IOC)는 긴급 집행위원회를 열고, 도핑 파문에 휩싸인 러시아 선수단의 리우 올림픽 참가 여부를 종목별 연맹의 판단에 맡기기로 하였다. - 2016 투르 드 프랑스에서 영국의 크리스 프룸이 우승하였다. 2013년, 2015년에 이어 개인통산 대회 세 번째 우승이다. |  |      |
| 2016년 7월 24일 (일요일) |  | 편집 |

| 2016년 7월 24일 (일요일) |  | 편집 |

| \| 2016년 7월 25일 (월요일) \| \| 편집 \|                                                           |  |      |
| 사고 - 미국 플로리다주 포트마이어스의 한 나이트클럽에서 총기 난사 사건이 발생하여 2명이 사망하였다. |  |      |
| 2016년 7월 25일 (월요일)                                                                            |  | 편집 |

| 2016년 7월 25일 (월요일) |  | 편집 |

| \| 2016년 7월 26일 (화요일) \| \| 편집 \| |  |      |
| 과학 - 태양광 항공기 솔라 임펄스 2호가 아랍에미리트 아부다비의 공항에 착륙하면서 지난 2015년 3월 시작된, 1년 4개월 간의 세계일주 비행을 완료하였다. 사고 - 일본 가나가와현 사가미하라 시의 한 장애인 시설에서 칼부림 사건이 발생하여 19명이 사망하였다. - 프랑스 센마리팀 시의 셍테티엔 뒤 루브래의 성당에서 인질극이 발생해 성당의 신부님과 인질극 2명이 사망하였다. |  |      |
| 2016년 7월 26일 (화요일) |  | 편집 |

| 2016년 7월 26일 (화요일) |  | 편집 |

| \| 2016년 7월 27일 (수요일) \| \| 편집 \| |  |      |
| 문화 - 미국의 대통령 버락 오바마가 대통령 도서관의 위치로 시카고의 사우스 사이드를 선정하였다. 경제 - 테슬라 모터스가 네바다 사막 중부의 리노 인근에 리튬 이온 전지 공장(Gigafactory 1)을 열었다. |  |      |
| 2016년 7월 27일 (수요일) |  | 편집 |

| 2016년 7월 27일 (수요일) |  | 편집 |

| \| 2016년 7월 28일 (목요일) \| \| 편집 \| |  |      |
| 사고 - 대한민국 부산과 울산 지역에서 잇따른 가스 냄새 신고원인이 부산은 부취제, 울산은 공단의 악취로 추정된다고 민관 합동조사단이 밝혔다. - 화해·치유재단이 출범하다. |  |      |
| 2016년 7월 28일 (목요일) |  | 편집 |

| 2016년 7월 28일 (목요일) |  | 편집 |

| \| 2016년 7월 29일 (금요일) \| \| 편집 \| |  |      |
|                                           |  |      |
| 2016년 7월 29일 (금요일)                  |  | 편집 |

| 2016년 7월 29일 (금요일) |  | 편집 |

| \| 2016년 7월 30일 (토요일) \| \| 편집 \|                      |  |      |
| 사회 - 대한민국 인천광역시에서 인천 도시철도 2호선이 개통했다. |  |      |
| 2016년 7월 30일 (토요일)                                       |  | 편집 |

| 2016년 7월 30일 (토요일) |  | 편집 |

| \| 2016년 7월 31일 (일요일) \| \| 편집 \|                                       |  |      |
| 사고 - 미국 텍사스주에서 탑승자 16명 전원이 사망한 열기구 추락 사고가 발생했다. |  |      |
| 2016년 7월 31일 (일요일)                                                        |  | 편집 |

| 2016년 7월 31일 (일요일) |  | 편집 |

| <          | 2016년 7월 | 2016년 7월 | 2016년 7월 | 2016년 7월 | 2016년 7월  | >          |
| 일         | 월         | 화         | 수         | 목         | 금          | 토         |
|            |            |            |            |            | 1 5.27 갑신 | 2 28 을유  |
| 3 29 병술  | 4 6.1 정해 | 5 2 무자   | 6 3 기축   | 7 4 경인   | 8 5 신묘    | 9 6 임진   |
| 10 7 계사  | 11 8 갑오  | 12 9 을미  | 13 10 병신 | 14 11 정유 | 15 12 무술  | 16 13 기해 |
| 17 14 경자 | 18 15 신축 | 19 16 임인 | 20 17 계묘 | 21 18 갑진 | 22 19 을사  | 23 20 병오 |
| 24 21 정미 | 25 22 무신 | 26 23 기유 | 27 24 경술 | 28 25 신해 | 29 26 임자  | 30 27 계축 |
| 31 28 갑인 |            |            |            |            |             |            |

| - 7월 2일 - 엘리 위젤 - 7월 2일 - 마이클 치미노 - 7월 4일 - 아바스 키아로스타미 - 7월 16일 - 손인호 편집하기 |